# Danganronpa 2: Goodbye Despair
Danganronpa 2: Goodbye Despair (яп. スーパーダンガンロンパ2 さよなら絶望学園 су:па: данганронпа 2 саёнара дзэцубо: гакуэн, Суперданганронпа: Прощай, академия отчаяния) — детективный визуальный роман, разработанный и опубликованный компанией Spike Chunsoft для PlayStation Portable.
Эта игра является продолжением к игре Danganronpa: Trigger Happy Havoc, и имеет похожий сюжет. Игра была выпущена в Японии 26 июля 2012 года. Ремейк обеих игр с изменённым сюжетом с названием Danganronpa 1・2 Reload был выпущен для PlayStation Vita в Японии 10 октября 2013 года. 18 апреля 2016 года в Steam была выпущена версия для PC с переводом на английский язык. 20 апреля 2020 года в Play Market и App Store была выпущена версия для Android и IOS так же с переводом на английский язык.

## Сюжет
Начало этой игры напоминает предыдущую: юноша, Хадзимэ Хината, который подвергся амнезии, стал одним из учеников академии «Пик надежды», наряду с пятнадцатью другими учениками, которые имеют особый талант. Учащиеся оказываются на отдалённом от цивилизации тропическом острове, который имеет название Бармаглот (яп. ジャバウォック島 Дзябавокку-то:). Там же они встречают своего предполагаемого учителя, Усами, который похож на игрушку в виде крольчихи, к тому же розового цвета. Усами утверждает, что это обычная поездка, однако всё складывается слишком хорошо, чтобы быть правдой. Поэтому вскоре директор академии, Монокума, объявляет, что все они застряли на острове на всю жизнь и спастись смогут лишь в том случае, если убьют другого ученика и выйдут сухими из воды. Если учащиеся академии смогут определить убийцу на классном собрании, которое проводится после каждого найденного трупа, то он будет казнён, а в том случае, если никто не отгадает убийцу или сделают неправильный выбор на голосовании, то победителем будет убийца, который отправится домой, а все остальные будут приговорены к смертной казни.
В течение игры нескольких студентов убивают, но благодаря Хинате, который имеет определённые следственные навыки, убийц обнаружили и казнили. Тем не менее, Хината начинает понимать, что с этим миром что-то не так и обнаруживает страшную правду. Все, кто остались в живых, и он сам — обладатели титула «абсолютное отчаяние» (яп. 超高校級の「絶望」 тё:-ко:ко:-кю: но 「дзэцубо:」), группы, глава которой — Дзюнко Эносима, чьей единственной целью было распространение отчаяния по всему миру. Ей и её «группе отчаяния» удалось спровоцировать восстание во всём мире, которое привело общество к краху. Тем не менее, одна группа, которая имеет название «Future Foundation», попыталась «отменить» отчаяние, вследствие чего это вызвало повержение супер-пупер уровня старшей школы. Они схватили оставшихся в живых членов группы отчаяния, но вместо их казни, они решили попробовать реабилитировать их, стирая воспоминания и вкладывая их в программу виртуальной реальности.

## Персонажи
Хадзимэ Хината (яп. 日向 創 Хината Хадзимэ) — главный герой. Всегда мечтал попасть в Академию Пика надежды. Ничего не помнит о своей прошлой жизни, вплоть до своего таланта. Несмотря на это, Хинате удаётся участвовать в расследовании благодаря его собственным дедуктивным навыкам, что помогло ему понять, что остров Бармаглот всего лишь имитирует реальность. Также Хината понимает, что никогда не имел особого звания: он желал попасть в академию, поэтому его приняли в качестве запасного студента, из-за чего его часто высмеивали. Насмешки над отсутствием таланта в талантливой школе вынудили Хинату доказать, что он чего-то стоит, поэтому он решил принять участие в эксперименте Академии в качестве испытуемого. Суть эксперимента состояла в том, что Хината лишится памяти и фактически своей личности, но взамен получит заветный талант. Новая личность Хинаты — Идзуру Камукура (яп. カムクライズル Камукура Идзуру), который устал от мира, был лишь объектом манипулирования Дзюнко, что привело мир к краху.
Сэйю: Минами Такаяма
Нагито Комаэда (яп. 狛枝 凪斗 Комаэда Нагито) — оптимистичный ученик старшей школы, который был принят в академию путём лотереи, его звание — «абсолютный счастливчик» (яп. 超高校級の「幸運」 тё:-ко:ко:-кю: но 「ко:ун」). Комаэда вежлив и добр со всеми. У Нагито нет ни семьи, ни друзей: он всю свою жизнь бесцельно просто «плыл по течению», думая, что не найдёт чего-то, в чём он был бы полезен. Когда он узнаёт о реальном прошлом учеников и о группировке «абсолютного отчаяния», Комаэда осознает, что он тоже приносил миру отчаяние. Поэтому он решает убить всех и себя и подстроил нерешаемое убийство себя, чтобы выявить предателя. Тем не менее, Нанами осознаёт эту ситуацию и берёт ответственность за смерть Комаэды на себя, рассказывая всем, что она является предателем, спасая студентов от неминуемой гибели. Кроме того, Нагито является персонажем гомосексуальной ориентации и испытывает влечение к Хадзимэ Хинате (смотр. выше).
Сэйю: Мэгуми Огата
Тиаки Нанами (яп. 七海 千秋 Нанами Тиаки) — непринуждённая ученица, которая играет в видео-игры большую часть времени. Её звание — «абсолютный геймер» (яп. 超高校級の「ゲーマー」 тё:-ко:ко:-кю: но 「гэ:ма:」). На самом деле Тиаки всего лишь программа искусственного интеллекта, которая предназначена для наблюдения за студентами и защиты их на протяжении эксперимента группировки «Future Foundation». Когда выжившие остались в тупике от нерешаемого убийства Нагито, ей для защиты остальной части группы приходится взять ответственность на себя, признаваясь, что она и есть предатель, которого пытался вычислить Нагито. Часть её сознания всё-таки остаётся после казни, что помогает Хинате одолеть ИИ Дзюнко.
Сэйю: Кана Ханадзава
Бякуя Тогами (яп. 十神 白夜 Тогами Бякуя)

Персонажи игры Super Danganronpa 2: Sayonara Zetsubou Gakuen. С верхнего ряда (слева направо): Пэко Пэкояма, Бякуя Тогами, Аканэ Овари, Тэрутэру Ханамура, Нагито Комаэда, Соня Невермайнд, Фуюхико Кудзурю, Кадзуити Сода, Тиаки Нанами, Махиру Коидзуми, Хиёко Сайондзи, Хадзимэ Хината, Микан Цумики, Ибуки Миода, Нидай Нэкомару, Гандам Танака.

Звание — «абсолютный самозванец» (яп. 超高校級の「詐欺師」 тё:-ко:ко:-кю: но 「сагиси」)
Как и в предыдущей части, Бякуя — это высокомерный и властный наследник семьи Тогами (как оказывается позднее, это всего лишь самозванец). В отличие от «настоящего» Тогами, очень заботится о своих одноклассниках и клянется, что пока он здесь, он не позволит никому умереть. Очень толстый, но совсем не комплексует по этому поводу. Может часами разговаривать о ресторанах быстрого питания и о том, как важна свинина (или другие виды мяса). Был убит Тэрутэру, защитив ценой своей жизни Комаэду. Стал первой жертвой на острове.
Сэйю: Акира Исида
Тэрутэру Ханамура (яп. 花村 輝々 Ханамура Тэрутэру)
Звание — «абсолютный повар» (яп. 超高校級の「料理人」 тё:-ко:ко:-кю: но 「рё:ринин」)
Забавный пухлый ученик маленького роста. За его миловидной внешностью скрывается очень извращенная личность. Его еда, как он считает — самая лучшая в мире. Хотя его звание звучит просто как «абсолютный повар», Тэрутэру хочет, чтобы его называли «абсолютный шеф-повар». Ханамура случайно убил Тогами, заколов его шампуром, изначально планируя убить Комаэду. Его мотивом было возвращение домой к больной матери, на которой остался держаться их семейный ресторан.
Сэйю: Дзюн Фукуяма
Махиру Коидзуми (яп. 小泉 真昼 Коидзуми Махиру)
Звание — «абсолютный фотограф» (яп. 超高校級の「写真家」 тё:-ко:ко:-кю: но 「сасинка」)
Дочь известного военного фотографа, Махиру захотела идти по стопам своей матери. В начале второй части подружилась с Сайондзи, научив её правильно надевать кимоно после принятия душа. Оптимистично смотрит на жизнь и не боится выражать собственное мнение. Имеет чувство собственного достоинства. Ждёт от мужчин защиты и справедливости, поэтому часто «вбивает в голову» Хадзимэ два слова: будь мужчиной. До событий игры, во время обучения в академии «Пик надежды», тесно дружила с Ибуки, Микан и Хиёко. Ходила в один фотокружок вместе с младшей сестрой Фуюхико и часто терпела от последней оскорбления из-за того, что её работы были намного лучше. Была убита Пэко Пэкоямой, получив удар стальной дубинкой по голове.
Сэйю: Ю Кобаяси
Фуюхико Кудзурю (яп. 九頭龍 冬彦 Кудзурю: Фуюхико)
Звание — «абсолютный якудза» (яп. 超高校級の「極道」 тё:-ко:ко:-кю: но 「гокудо:」)
Глава японской семьи, по причине чего очень не дружелюбен по отношению к другим ученикам. У него есть телохранитель, предоставленный кланом — Пэко Пэкояма. Ему нравится Пэкояма и он не любит когда она называет себя его оружием. Во время казни он был ранен мечом, потеряв глаз, после чего стал более дружелюбным к другим ученикам. Является одним из немногих, кто выбрался из программы.
Сэйю: Дайсукэ Кисио
Ибуки Миода (яп. 澪田 唯吹 Миода Ибуки)
Звание — «абсолютный член клуба лёгкой музыки» (яп. 超高校級の「軽音楽部」 тё:-ко:ко:-кю: но 「кэйонгаку-бу」)
Ибуки Миода — веселая и зажигательная ученица. Одевается в школьную форму с примесью панк-рока, обладает отличным слухом, который не раз помогал ребятам. Часто говорит о себе в третьем лице. Ибуки устроила музыкальный концерт по поводу выздоровления Кудзурю, который был сорван в конце новостью о том, что Овари вызвала на бой Монокуму. В третьей главе вместе с Овари и Комаэдой подвергается «отчаянной лихорадке», её болезнь — «Лихорадка легковерия», из-за которой она ведет себя слишком доверчиво. Была убита Микан Цумики, её смерть была притворно разыграна как самоубийство, словно Миода повесилась.
Сэйю: Ами Косимидзу
Нэкомару Нидай (яп. 弐大 猫丸 Нидай Нэкомару)
Звание — «абсолютный тренер» (яп. 超高校級の「マネージャー」 тё:-ко:ко:-кю: но 「манэ:дзя:」)
Достаточно оптимистичный юноша, который даже на весьма колкие оскорбления Хиёко реагирует со смехом. Несмотря на внушительное телосложение, все же является «всего лишь тренером», хотя и заявляет, что ничего важнее наставника нет и никогда не было, ведь именно тренера делают обычных ребят чемпионами. Пытался что-то вбить в голову Овари, нередко случались у них и бои, чувствует себя ответственным за жизнь и здоровье Аканэ, хотя и признает, что она все же в состоянии сама за себя постоять. Имеет болезнь, связанную с проблемами пищеварения. После защиты Аканэ от Монокумы был тяжело ранен, вследствие чего его тело было заменено на механическое. Был убит в смертельной дуэли Гандамом Танакой.
Сэйю: Хироки Ясумото
Аканэ Овари (яп. 終里 赤音 Овари Аканэ)
Звание — «абсолютная гимнастка» (яп. 超高校級の「体操選手」 тё:-ко:ко:-кю: но 「тайсо: сэнсю」)
Это достаточно ветреная девушка, любящая мясо. Очень много мяса. Как неоднократно замечали её одноклассники, она может все время есть и есть без перерыва, но все равно не утоляет свой звериный голод. Нередко вызывает Нидая на бои, называя его «старичком», клянется, что рано или поздно победит его. В прошлом занималась паркуром, признается, что в гимнастике держится чисто за импровизации и для того, чтобы заработать деньжат. С теорией не знакома даже на Вы, предпочитая практику. Является одной из выживших.
Сэйю: Роми Паку
Пэко Пэкояма (яп. 辺古山 ペコ Пэкояма Пэко)
Звание — «абсолютный мастер кэндо» (яп. 超高校級の「剣道家」 тё:-ко:ко:-кю: но 「кэндо:ка」)
Является абсолютным мечником, поэтому ходит с бамбуковым мечом — синаем. Убивает битой Махиру Коидзуми, но убеждает всех, что сделала это по приказу «юного господина», так как была отдана семье Кудзурю в качестве оружия. В конце сознаётся, что убийство Махиру было её личной инициативой, хотя причина все же кроется в её почти фанатичном стремлении помогать Фуюхико во всем, даже если тот не просит. Казнена Монокумой.
Сэйю: Котоно Мицуиси
Хиёко Сайондзи (яп. 西園寺 日寄子 Сайондзи Хиёко)
Звание — «абсолютный мастер японского танца» (яп. 超高校級の「日本舞踊家」 тё:-ко:ко:-кю: но 「нихонбуё:ка」)
Едкая барышня, выглядит, как ребёнок, но говорит такие грубые словечки, которые и не каждому взрослому известны. Капризная девчушка, которая не в состоянии даже одеться самостоятельно. В этом ей помогла Махиру, чем вызвала симпатию Сайондзи. Как и многие дети, очень любит мармелад, за исключением этого же угощения со вкусом лимона, что помогло сначала обвинить её в убийстве Коидзуми, а потом оправдать. Была убита руками Микан.
Сэйю: Судзуко Мимори
Соня Невермайнд (яп. ソニア・ネヴァーマインド Сониа Нэв’а:майндо)
Звание — «абсолютная принцесса» (яп. 超高校級の「王女」 тё:-ко:ко:-кю: но 「о:дзё」)
Принцесса небольшой, но процветающей европейской страны Новоселик. Из-за того что она принцесса у неё не было друзей её возраста. Наивная и добрая Соня всячески помогает Нагито. Она хорошо ладит с Гандамом, из-за того что считает его хомячков милыми, не замечает ухаживания со стороны Соды из-за чего тот недолюбливает Гандама. В конце стала одной из немногих что смогли выйти из программы.
Сэйю: Михо Аракава
Кадзуити Сода (яп. 左右田 和一 Со:да Кадзуити)
Звание — «абсолютный механик» (яп. 超高校級の「メカニック」 тё:-ко:ко:-кю: но 「мэканику」)
Робкий, трусливый, остро реагирующий на всё смышлёный паренёк. Ужасно эмоциональный, нервный и плаксивый. Плохо реагирует на смерти и казни, скучает по умершим друзьям. Но коли отбросить всё плохое в сторону, сразу предстаёт в другом виде: весёлый, целеустремлённый. Честен, ибо лжец из него плохой. Ходит хвостом за Соней Невермайнд, боготворит её во всех смыслах. Не в ладах с Танакой, ибо ревнует к нему Соню. Хинату считает своим другом, хотя был момент, когда он усомнился в нём, подозревая в предательстве. Сода — школьный абсолютный механик, вследствие этого он трудолюбив, мастерит кучу интересных и полезных вещей, пытается починить на острове всё, что только можно. Отличительная, как некоторые считают, черта внешности — острые зубы. Является одним из выживших.
Сэйю: Ёсимаса Хосоя
Гандам Танака (яп. 田中 眼蛇夢 Танака Гандаму)
Звание — «абсолютный разводчик животных» (яп. 超高校級の「飼育委員」 тё:-ко:ко:-кю: но 「сикуин」)
Сэйю: Томокадзу Сугита
Очень эксцентричная личность. Всем говорит, что был благословлен силами зла из преисподней в результате соединения "ангела и дьявола",что его кровь ядовита и все в таком духе. Это все сформировалось из-за того что его мама плохо готовила и он посчитал что не может есть человеческую еду. Как абсолютный разводчик животных имеет большое количество животных, но чаще всего его можно заметить с его хомячками. Из-за этих хомячков Соня и проявляет симпатию к Гандаму. В четвёртой части убивает Нидая дабы спасти всех от голодной смерти используя хомячков и пройдя испытание русской рулеткой в комнате испытаний. Был казнён Монокумой и прощён Овари
Микан Цумики (яп. 罪木 蜜柑 Цумики Микан)
Звание — «абсолютный член кружка здравоохранения(медсестра)» (яп. 超高校級の「保健委員」 тё:-ко:ко:-кю: но 「хокэнин」)
Робкая и застенчивая девушка, в самом раннем возрасте Микан научилась ухаживать за собой, потому что в семье на неё даже и не смотрели. Может, когда волнуется или боится, начать заикаться, дрожать, делать огромные паузы в разговоре. В каком-то роде ей нравится Хината, поскольку в третьей главе она преследует его, желая сделать ему укол, а также Хадзимэ первый человек, который с ней заговорил просто так. Может позволить сделать с ней всё, что придёт на ум, поскольку считает, что именно после этого её перестанут ненавидеть. Была мишенью издевательств Хиёко, и такое отношение сложилось ещё в школе. Она была казнена в третьей главе, когда, под давлением Отчаяния лихорадки, задушила Ибуки и перерезала горло Хиёко осколком стекла. Утверждает, что она убила только ради человека, которого любит. Большая вероятность того, что этим человеком была Дзюнко Эносима.
Сэйю: Ай Каяно
Усами (яп. ウサミ) / Мономи (яп. モノミ)
Сэйю: Такако Сасуга

## Отзывы и продажи
| Сводный рейтинг | Сводный рейтинг | Сводный рейтинг |
| Издание         | Оценка          | Оценка          |
| Издание         | PS4             | PS Vita         |
| --------------- | --------------- | --------------- |
| GameRankings    | 85,71 %         | 83,67 %         |

Летом 2018 года, благодаря уязвимости в защите Steam Web API, стало известно, что точное количество пользователей сервиса Steam, которые играли в игру хотя бы один раз, составляет 178 510 человек.